# Festival interceltique de Lorient 1986
La 16e édition du Festival interceltique de Lorient, qui se déroule du 8 au 17 août 1986,, est un festival réunissant des artistes (musiciens, chanteurs, danseurs, etc.) venus de Bretagne, Irlande, Ecosse, Galice, Pays de Galles, Asturies, Cornouailles et Île de Man.
Un nouveau concours pour solistes de gaïta est créé en complément du Trophée Macallan pour les solistes de Great Highland bagpipe.
Parmi les artistes présents, on compte notamment The Pogues, Manu Dibango, Alan Stivell, Brenda Wootton, Dan Ar Braz, The Wolfe Tones et un spectacle de Roland Becker.

## Manifestations
Le festival compte chaque jour de nombreuses activités culturelles, mais aussi sportives ou culinaires, dans différents lieux de la ville.

### Espace Kergroise
Le spectacle « Pleins Chants, Pleine mer » met en scène Djiboudjep, Paule Chamard et Lucien Gourong le 8 août.
Le 10, Roland Becker crée Lug Samildanac'h, avec le  photographe Yvon Boelle et le plasticien Patrick Jackson-Rhorer. Le spectacle comporte des images projetées et un décor imposant, au son groupe Megalithic Orchestra, rassemblant quinze cornemuses, une section rythmique et trente saxophones.
Le groupe irlandais The Pogues se produit en concert le 11 août devant 5 000 spectateurs. Le groupe Evening Legions, dans lequel figure Pascal Obispo, assure la première partie.
Dan Ar Braz et Runrig sont en concert le 12, Brenda Wootton interprète Anne Jeffery Ha Bobel Veau (« La Légende d'Anne Jeffery ») le 13.
On compte également les soirées « Chœurs du Prince de Galles », « Danses du Monde celte » et la « Grande Nuit du Festival ». Le festival se termine avec le concert du groupe The Wolfe Tones le 17 août.

### Parc du Moustoir
La finale du Championnat national des bagadoù est remporté le 9 août par le Bagad d'Auray mené par Roland Becker.
Le « Festival des danses de Bretagne » a lieu le 11 août et le « Triomphe des Pipe Bands » le 12. Le saxophoniste et chanteur camerounais Manu Dibango est en concert le 16 août.
Le « Championnat interceltique des sports traditionnels et tournoi de lutte bretonne » se déroule le 17 août.

### Palais des Congrès
Le 8 août, une soirée « Musiques Profondes du Vieux Monde » réunit Patrick Molard à la cornemuse avec les musiciens indiens Kishor Ghosh, qui fut l'élève de Ravi Shankar, au sitar, et Sankar Lal au tabla.
Le 10 août, Carlos Núñez gagne le Trophée Macallan pour soliste de cornemuse pour la troisième année consécutive. L'Asturien Xuacu Amieva (es) remporte le Trophée Macallan pour soliste de gaïta nouvellement créé.
Une « Nuit de l'Ontario » se déroule le 11 août, un concert du chanteur breton Melaine Favennec se tient le 12, un autre du groupe Bolivia Manta le 15, et le spectacle « La Légende du pousseur de la Dourdu » le 17.
Les soirées « Folk traditionnel d'Ecosse », « Folk contemporain » et « Folk de Galice »  ont lieu respectivement les 13, 14 et 16 août.
Un atelier de tin whistle est organisé du 11 au 15 août et des cours d'initiation à la danse sont dispensés pour chaque pays celte : Île de Man le 11 août, Irlande et Cornouailles le 12 , Ecosse le 13, Galice le 14 et Bretagne le 15. 
Chaque date s’achève par une soirée cabaret animée par des couples de sonneurs, des duos de chanteurs bretons ou des groupes comme En Tud Ar Mor ou les sœurs L'Hour. On y trouve aussi un atelier de broderie, dentelle et perlage.

### Forum des Arts, place Auguste Nayel
L'exposition « Art et artisanat d'art des pays celtes » présente, durant toute la durée du festival, le travail de plus de 250 peintres, graveurs, sculpteurs, potiers, tisserands, etc. issus des sept pays celtes. Une exposition de lutherie est aussi proposée.
Une « Journée de la BD et des dessinateurs » et une « Journée des écrivains » sont organisées. Les auteurs tels que Bélom ou Alain Goutal y dédicacent leurs ouvrages. 
On peut également y voir les soirées « Noblesse des Costumes de Bretagne », « Cornemuses d'Irlande », « Cornemuses d'Ecosse », « Violons des Highlands », « Musique de Galice » et « Poèmes dits, poèmes chantés ». Elles sont précédées de nombreux concerts quotidiens de groupes comme les Galiciens Luar na Lubre ou les Gallois de Mabsant.

### Église Saint-Louis
Une messe solennelle en breton est célébrée le dimanche 10 août. 
La cantate Ar Marh Dall (« Le cheval aveugle ») de Job an Irien et René Abjean est interprétée le 11. Alan Stivell donne un concert de harpe celtique le 13. On compte également une représentation de musique médiévale, des Chœurs celtiques et un récital de Bernard Benoit.

### Places et rues de la ville
La « Grande parade des nations celtes », procession des bagadoù, cercles celtiques et autres délégations venues d'Ecosse, d'Irlande, de Galice, du pays de Galles, de l'Île de Man et de Cornouailles, a lieu le 10 août. Le même jour se tient le « Triomphe de la Celtie », défilé de sonneurs. Les « Athlètes des pays celtes » défilent le 17. D'autres parades ont lieu chaque jour dans différents endroits, avec notamment le Bagad de Lann Bihoué et de nombreux pipe bands.
Des attelages du Haras d'Hennebont sont présentés place Alsace-Lorraine le 14 août et défilent dans le rues le 16. 
Parc Jules-Ferry, Alain Le Goff présente alternativement, du 9 au 14 août, les contes La Groac’h de l’Île du Lok, La Légende de la ville d'Ys et Le Roi cheval. Jude Le Paboul présente des Contes de Bretagne place Aristide Briand du 11 au 16 août. 
Des représentations de café-théâtre ont lieu place des Halles St-Louis avec Gilbert Bourdin. Il présente La Ballade de Jean Lagadou avec le violoniste Jacky Molard et Mini Frizzbi avec les musiciens Alain Samson et Hervé Duprez.
Le Championnat interceltique de batterie se tient Parc Jules Ferry le 11 août. Une « Grande Foire à la brocante » est organisée Cours de la Bôve le 16 août.
Une « Grande Poissonnade » et un fest-noz se déroulent place de l'Hôtel de ville. Une « Cotriade monstre » se tient sous la criée du port de pêche avec, entre autres, le groupe Djiboudjep. Chaque jour, Le Pub accueille place Jules Ferry des concerts d'artistes divers. Enfin, des concerts, et animations de quartier ont lieu place Aristide Briand et Parc Jules-Ferry.
Pour clore le festival, la « Grande Nuit du Port de Pêche », avenue de la Perrière, dure jusqu'au petit matin.

### Autres
L'Hôtel de ville accueille les expositions « Costume breton et des pays celtiques » et « Instruments de Musique dans la Tradition Asturienne ». Les œuvres graphiques de Simone Sauzereau-Guérin sont exposées à l'Espace l'Orient. Des bourses d'échange et vente de minéralogie et paléontologie et timbres, monnaies et cartes postales sont présentées à l'Ecole de Merville et l'Ecole maternelle de Nouvelle-Ville.
L'Université populaire bretonne d'été (UPBE), dispense des cours sur « La langue bretonne », « L'Archéologie » et « La Bretagne aux XVIe et XVIIe siècles ». Une série de conférences est données à la Chambre de commerce, ainsi qu'un récital de pibroch par Kenny McDonald et William Morrison.
Côté sports et jeux, le festival organise des tournois de lutte cornouaillaise et de lutte du Cumberland et d'Ecosse au Jardin du Faouëdic, un tournoi interceltique de golf au Golf Club de Saint-Laurent Ploemel, un Concours hippique international au Parc du Bois du château et le 4e tournoi Open international d'échecs. Le départ de la course cycliste Tro ar Mor Bihan a lieu place de l'Hôtel de Ville. Un concours de boule bretonne se déroule au pont d'Oradour le 03 août, et un concours de pétanque en doublettes est disputé sur toute la durée du festival.

## Documents vidéo
- « The Pogues Live in Lorient 1986 » sur YouTube - durée : 8 min 07 s.
- « Evening Legions 1986 Magnet Girls » sur YouTube - durée : 5 min 35 s.